# 立陶宛社會保障及勞動部
立陶宛共和國社會保障及勞動部是立陶宛政府的一個部門，負責執行社會保障、勞動相關政務，這些政務都受《立陶宛憲法》、總統與總理公布的法令、國會通過的法律授權、施行。現任立陶宛社會保障及勞動部長為莫妮卡·納維基恩。

## 歷任部長
立陶宛民主勞工黨
  祖國聯盟－立陶宛基督教民主黨
  勞動黨
  立陶宛社會民主黨
  無黨籍
| 社會保障部長       | 社會保障部長                             | 社會保障部長                 | 社會保障部長                        | 社會保障部長   | 社會保障部長   | 社會保障部長 |
| 次序               | 姓名                                     | 政黨                         | 內閣                                | 任期           | 任期           | 任期         |
| 次序               | 姓名                                     | 政黨                         | 內閣                                | 上任日期       | 卸任日期       | 任期天數     |
| ------------------ | ---------------------------------------- | ---------------------------- | ----------------------------------- | -------------- | -------------- | ------------ |
| 1                  | 阿爾吉斯·多布拉沃斯卡斯 （1951年生）     | 無黨籍                       | 卡濟梅拉·布倫斯基恩內閣             | 1990年1月17日  | 1991年1月10日  | 358天        |
| 2                  | 阿爾吉斯·多布拉沃斯卡斯 （1951年生）     | 無黨籍                       | 阿爾貝塔斯·希梅納斯內閣             | 1991年1月10日  | 1991年1月13日  | 3天          |
| 3                  | 阿爾吉斯·多布拉沃斯卡斯 （1951年生）     | 無黨籍                       | 第一次格季米納斯·瓦格諾柳斯內閣     | 1991年1月13日  | 1992年7月21日  | 555天        |
| 4                  | 特奧多拉斯·梅達斯基斯 （1951年生）       | 無黨籍                       | 亞歷山德拉斯·阿比沙拉內閣           | 1992年7月21日  | 1992年12月17日 | 149天        |
| 5                  | 特奧多拉斯·梅達斯基斯 （1951年生）       | 無黨籍                       | 布羅尼斯洛瓦斯·盧比斯內閣           | 1992年12月17日 | 1993年3月31日  | 104天        |
| 社會保障及勞動部長 |                                          |                              |                                     |                |                |              |
| 次序               | 姓名                                     | 政黨                         | 內閣                                | 任期           | 任期           | 任期         |
| 次序               | 姓名                                     | 政黨                         | 內閣                                | 上任日期       | 卸任日期       | 任期天數     |
| 6                  | 特奧多拉斯·梅達斯基斯 （1951年生）       | 無黨籍                       | 阿道法斯·什萊扎維丘斯內閣           | 1993年3月31日  | 1993年10月28日 | 211天        |
| 7                  | 勞里納斯·斯坦科維丘斯 （1935年－2017年） | 立陶宛民主勞工黨             | 阿道法斯·什萊扎維丘斯內閣           | 1993年10月28日 | 1994年7月12日  | 257天        |
| 8                  | 姆多加斯·米凱拉 （1957年生）             | 無黨籍                       | 阿道法斯·什萊扎維丘斯內閣           | 1994年7月12日  | 1996年3月19日  | 616天        |
| 9                  | 姆多加斯·米凱拉 （1957年生）             | 無黨籍                       | 勞里納斯·斯坦科維丘斯內閣           | 1996年3月19日  | 1996年12月10日 | 266天        |
| 10                 | 伊雷娜·德古蒂埃內 （1949年生）           | 祖國聯盟                     | 第二次格季米納斯·瓦格諾柳斯內閣     | 1996年12月10日 | 1999年6月10日  | 912天        |
| 11                 | 伊雷娜·德古蒂埃內 （1949年生）           | 祖國聯盟                     | 第一次羅蘭達斯·帕克薩斯內閣         | 1999年6月10日  | 1999年11月11日 | 154天        |
| 12                 | 伊雷娜·德古蒂埃內 （1949年生）           | 祖國聯盟                     | 第一次安德留斯·庫比柳斯內閣         | 1999年11月11日 | 2000年11月9日  | 364天        |
| 13                 | 維利亞·布林凱維丘婕 （1960年生）         | 立陶宛社會民主黨             | 第二次羅蘭達斯·帕克薩斯內閣         | 2000年11月9日  | 2001年7月12日  | 245天        |
| 14                 | 維利亞·布林凱維丘婕 （1960年生）         | 立陶宛社會民主黨             | 第一次阿爾吉爾達斯·布拉藻斯卡斯內閣 | 2001年7月12日  | 2004年12月14日 | 1251天       |
| 15                 | 維利亞·布林凱維丘婕 （1960年生）         | 立陶宛社會民主黨             | 第二次阿爾吉爾達斯·布拉藻斯卡斯內閣 | 2004年12月14日 | 2006年7月18日  | 581天        |
| 16                 | 維利亞·布林凱維丘婕 （1960年生）         | 立陶宛社會民主黨             | 格迪米納斯·基爾基拉斯內閣           | 2006年7月18日  | 2008年12月9日  | 875天        |
| 17                 | 里曼塔斯·達吉斯 （1957年生）             | 祖國聯盟－立陶宛基督教民主黨 | 第二次安德留斯·庫比柳斯內閣         | 2008年12月9日  | 2009年7月22日  | 225天        |
| 18                 | 多納塔斯·詹考斯卡 （1958年生）           | 祖國聯盟－立陶宛基督教民主黨 | 第二次安德留斯·庫比柳斯內閣         | 2009年7月22日  | 2012年12月13日 | 1240天       |
| 19                 | 阿爾吉曼塔·帕別金斯基耶涅 （1965年生）   | 勞動黨                       | 阿爾吉爾達斯·布特凱維丘斯內閣       | 2012年12月13日 | 2016年12月13日 | 1461天       |
| 20                 | 利納斯·庫庫拉提斯 （1978年生）           | 無黨籍                       | 薩烏留斯·思科威爾內里內閣           | 2016年12月13日 | 2020年12月11日 | 1459天       |
| 21                 | 莫妮卡·納維基恩 （1981年生）             | 祖國聯盟－立陶宛基督教民主黨 | 因格麗達·希莫尼特內閣               | 2020年12月11日 | 現任           | 1559天       |

## 外部連結
- 官方网站 （立陶宛文）（英文）